# (26152) 1994 UF
(26152) 1994 UF là một tiểu hành tinh vành đai chính. Nó được phát hiện bởi Robert H. McNaught ở Đài thiên văn Siding Spring ở Coonabarabran, New South Wales, Australia, ngày 24 tháng 10 năm 1994.